# Gospodar životinja
Gospodar životinja je motiv iz drevne umjetnosti koji prikazuje čovjeka između dviju sučeljenih životinja koje drži. Vrlo je raširen u umjetnosti starog Bliskog Istoka i Egipta. Lik je obično muški, ali ne uvijek, životinje mogu biti realne ili fantastične, a lik može imati životinjske elemente poput rogova ili gornjeg dijela tijela životinja. Ako mu se ne prikazuju specifični božanski atributi, obično se opisuje kao heroj, iako ono što motiv predstavlja kulturama koje su stvorile djela vjerojatno se uvelike razlikuje. Motiv je toliko raširen i vizualno učinkovit da su mnogi prikazi vjerojatno zamišljeni kao ukras sa samo nejasnim značenjem. Gospodar životinja je "omiljeni motiv ahemenskih službenih pečata", a figure u tim slučajevima treba shvatiti kao kralja.
Ljudska figura može stajati, kao kod artefakata iz 4. tisućljeća prije Krista, ili klečati na jednom koljenu, kao na artefaktima iz 3. tisućljeća pr. Kr. Obično su prikazani frontalno, ali u asirskim dijelima obično su prikazani sa strane. Ponekad su životinje očito žive, bilo da su prilično pasivne i pripitomljene, ili se još uvijek bore ili napadaju. U ostalim djelim mogu predstavljati mrtvi plijen lovca.
Ostali povezani prikazi prikazuju lik koji kontrolira ili "pripitomljava" jednu životinju, obično s desne strane slike. Ali mnogi se prikazi heroja ili kraljeva koji ubijaju životinju razlikuju od njih.
Potnia Theron, fraza koju je Homer koristio u značenju "Gospodarica životinja" koristi se za ranogrčke prikaze boginja, obično Artemide, koje drže životinje.

## Umjetnost
Najraniji poznati prikaz Gospodara životinja pojavljuje se na pečatima žigova razdoblja Ubaida u Mezopotamiji. Motiv se pojavljuje na pečatu s žigom od terakote iz Tell Telloh, drevne Girsu, na kraju pretpovijesnog razdoblja Ubaida u Mezopotamiji, c. 4000 pne.
Motiv se također nalazi na vrhu poznatog noža Gebel el-Arak u Louvreu, noža od bjelokosti i kremena koji potječe iz razdoblja Naqada II d egipatske prapovijesti, koje je započelo c. 3450. pr. Kr. Ovdje se lik u mezopotamskoj haljini, za kojeg se često uzima da je bog, hvata u koštac s dva lava. Povezan je s poznatim pečatom Pashupati iz civilizacije doline Inda (2500. – 1500. Pr. Kr.), Prikazujući lik koji sjedi u položaju sličnom jogi, s rogastom glavom (ili rogovima) i okružen životinjama. To je povezano s likom na kotlu iz Gundestrupa, koji sjedi prekriženih nogu, ima rogove, okružen je životinjama i hvata zmiju u jednoj, a tork u drugoj. Ovaj poznati i zagonetni predmet vjerojatno datira iz 200. godine prije Krista, ili možda čak 300. godine nove ere, i premda je pronađen u Danskoj, možda je izrađen u Trakiji.
Oblik motiva gospodara životinja pojavljuje se na ranosrednjovjekovnoj kopči pojasa iz Kantona Wallisa, Švicarska, koja prikazuje biblijski lik Daniela između dva lava.
Poklopac torbice iz groba u Sutton Hoo-u oko 620. godine ima dvije ploče s čovjekom između dva vuka, a motiv je čest u anglosaskoj umjetnosti i srodnim ranosrednjovjekovnim stilovima, gdje životinje uglavnom ostaju agresivne. Ostale značajne primjeri motiva u germanskog tehnike uključuju jedan od Torslunda ploča i kacige s Vendel i Valsgärde.

U umjetnosti Mezopotamije motiv se pojavljuje vrlo rano, obično s "golim junakom", na primjer na Uruku u razdoblju Uruka (oko 4000. do 3100. pr. Kr.), Ali je "u Mesopotamiji zastario do sedmog stoljeća prije Krista". U luristanskoj bronci motiv je izuzetno čest i često vrlo stiliziran. Po svom sastavu motiv gospodara životinja uspoređuje se s još jednim vrlo uobičajenim motivom u umjetnosti drevnog Bliskog Istoka i Mediterana, dvjema suočenim životinjama koje bočno bore i pasu na Drvetu života .
- Gospodar životinja, Suza I. (4200. - 3800. pne.), muzej Louvre
- Pečat s pečatom od terakote s motivom gospodara životinja, Tell Telloh, drevna Girsu, kraj razdoblja Ubaida, c. 4000 pne.
- Gospodar zaštitinik na harfi iz Ura. Datirano oko 2600. pne.
- Klorit, kultura Jiroft Iran, oko. 2500. pr. Kr., Brončano doba I.
- Luristanski brončani završetak u obliku 'Gospodara životinja'
- Otisak Ahemenidskog pečata s perzijskim kraljem koji je pokorio dva mezopotamska lamassa
- Iranski Gospodar životinja s dvije zmije
- Cival civilizacije doline Inda, s čovjekom koji se bori protiv dva lava (2500. - 1500. Pr. Kr.).
- Utisak iz pečata Pašupati, Civilizacija Doline Inda
- Detalj lika kotla iz Gundestrupa
- sučeljene životinje, ovdje kozorozi, okružuju drvo života

## Figure božanstva
Iako takve figure nisu sva, ili čak i prevladavajuća, božanstva, taj izraz također može biti generički naziv za brojna božanstva iz različitih kultura s bliskim vezama sa životinjskim carstvom ili dijelom životinjskim oblikom (u kulturama u kojima to nije pravilo). Te brojke kontroliraju životinje, obično divlje, i odgovorne su za njihovo daljnje razmnožavanje i dostupnost lovcima. Ponekad imaju i ženske ekvivalente, takozvane Gospodarice životinja.
Mnogi mezopotamski primjeri mogu predstavljati Enkidua, središnju figuru drevnog mezopotamskog epa o Gilgamešu. Svi oni mogu imati preteču kamenog doba, koje je vjerojatno bilo lovačko božanstvo. Mnogi se odnose na rogato božanstvo lova, još jedan uobičajeni tip, koji je tipizirao Cernunnos, te razne bogove jelena, ovca, ovna i koze. Rogati bogovi međutim nisu univerzalni, a u nekim kulturama nose bogove, poput Arktosa, ili čak antropomorfna božanstva koja su u lovu na divljač. Takve se figure često nazivaju i "Gospodar šume" * ili "Gospodar planine".
Grčki bog prikazan kao "Gospodar životinja" obično je Apolon, bog lova. Shiva ima epitet Pashupati što znači "Gospodar životinja", a ove figure mogu proizaći iz arhetipa. 39. poglavlje Knjige o Jobu protumačeno je kao tvrdnja o Bogu hebrejske Biblije kao Gospodara životinja.